# 爆弾花嫁
『爆弾花嫁』（ばくだんはなよめ）は、1932年に制作され、1935年（昭和10年）10月15日に公開された佐々木啓祐監督の日本映画。
モノクロ、3巻からなるサウンド版であったこの作品は、長らく失われた映画とされていたが、山根貞男らの調査によってロシア国立フィルム保存所（ゴスフィルムフォンド）で、サウンドトラックが失われた状態で発見され、1997年の第10回東京国際映画祭で上映された。
蓮實重彦は、「昭和初期のエロ・グロ・ナンセンスの雰囲気をそのままとどめた、息もつかせぬ作品」とこの作品を評している。

## あらすじ
尺八教室の師匠は金の亡者で、甕の中に金を隠し持っている。その娘をめぐって、ふたりの弟子が求婚するが、師匠が認めた相手は実は金目あてで、娘は相思相愛のもう一人の弟子と逃げ出す。